# Мосин, Василий Александрович
Васи́лий Алекса́ндрович Мо́син (род. 9 мая 1972 года в Казани) — российский стрелок, бронзовый призёр Олимпийских игр 2012 года.

## Биография
Дед с отцовской стороны — ветеринар В. В. Мосин, лауреат Государственной премии СССР (1979), заслуженный деятель науки ТАССР. Другой дед и обе бабушки — татары.

### Карьера стрелка
Стрелковым спортом занимался с детства, предпочитая пулевую стрельбу, однако в 13 лет ушёл в стендовую стрельбу. Первым тренером был Юрий Алексеев. С 1995 года занимается под руководством Сергея Дёмина в составе ФСО «Динамо». Чемпион Европы в дубль-трапе 2000 и 2006 годов, серебряный призёр чемпионата Европы 2005 года. Победитель этапов Кубка мира 2005, 2006, 2008 и 2010. Участник Олимпийских игр 2004, 2008 и 2012 годов, на Олимпийских играх в Лондоне выиграл бронзовую медаль, победив в перестрелке бронзового призёра Олимпиады 2000 года кувейтца Фехаида Аль-Дихани. Медаль Мосина стала единственной, завоёванной российскими стрелками на Играх в Лондоне и первой в дисциплине дубль-трап на Олимпийских играх. Заслуженный мастер спорта России. Считает, что стрельба развивает личность, а для успешной карьеры стрелка самым важным считает трудолюбие.

### Образование и работа
Окончил Казанский государственный медицинский институт по специальности «Микрохирургия в области травматологии и ортопедии». Работал хирургом, но оставил работу врача в пользу стрельбы. 
На 2016 год является майором полиции, оперуполномоченный отдела уголовного розыска отдела полиции № 8 «Горки» УМВД России по городу Казани Республики Татарстан.

### Личная жизнь
Жена Гузель, воспитывают дочерей Софью и Камиллу, сына Руслана.

### Хобби и привычки
- Помимо стрельбы, из видов спорта увлекается греблёй, футболом, настольным теннисом, карате и плаванием.
- Своими хобби считает охоту и рыбалку.
- Предпочитает читать специальную литературу.
- Музыкальные предпочтения — «Океан Ельзи», «Чайф», «ДДТ», «Сплин», «Muse», «Deep Purple».
- Любимые фильмы — «Семнадцать мгновений весны», комедии Леонида Гайдая
- Любимые блюда — паста, мясные блюда и свежая рыба.
- Самой любимой страной называет Италию.
- В людях особенно ценит интеллигентность.

## Награды
- Медаль ордена «За заслуги перед Отечеством» II степени (13 августа 2012 года) — за большой вклад в развитие физической культуры и спорта, высокие спортивные достижения на Играх XXX Олимпиады 2012 года в городе Лондоне (Великобритания)[5].